# 1636 Porter
1636 Porter је астероид главног астероидног појаса са пречником од приближно 9,22 .
Афел астероида је на удаљености од 2,518 астрономских јединица (АЈ) од Сунца, а перихел на 1,951 АЈ.
Ексцентрицитет орбите износи 0,127, инклинација (нагиб) орбите у односу на раван еклиптике 4,435 степени, а орбитални период износи 1220,321 дана (3,341 године).
Апсолутна магнитуда астероида је 13,10 а геометријски албедо 0,119.
Астероид је откривен 23. јануара 1950. године.